# Flecken (Gemeinde St. Ulrich)
Flecken ist ein Dorf im Pillerseetal, Gemeinde St. Ulrich am Pillersee im Bezirk Kitzbühel, im Nordosten des Bundeslands Tirol.

## Geographie
Das Dorf liegt halbwegs zwischen St. Ulrich am Pillersee, und Fieberbrunn, nach St. Jakob in Haus. Es hat ungefähr 40 Gebäude etwa 120 Einwohner.
Der Ort liegt an der Talwasserscheide des Pillerseetals, wo der Grieslbach (Haselbach, Loferbach), der von Osten aus den Loferer Steibergen kommt, nach Norden fließt, und der Moosbach zur Fieberbrunner Ache (Pillerseeache) nach Südosten.
Das Tal mit der Pillerseestraße L 2
macht hier um das Lehrbergköpfl einen Knick Nord–Süd auf Nordost–Südwest.
Zum Ort gehört auch die Kammbergalm (1322 m ü. A. ⊙)
auf der Buchensteinwand, von Flecken führt über die Alm der private Fahrweg in das Skigebiet und zur Buchensteinwand Bergstation am Gipfel des Bergs. Zum nördlichen Vorberg, dem Fleckberg (1241 m ü. A. ⊙)
befinden sich die Fleckenermähder, ehemaliges Almheugebiet, heute Schiabfahrt.
Nachbarorte:
|                        | Neuwieben Straß                             | Schwendt |
| St. Jakob i. H. (Gem.) | Kompassrose, die auf Nachbargemeinden zeigt |          |
|                        |                                             |          |

## Geschichte
Flecken (Flecken „kleiner Ort“) wird schon 1377 mit acht Urhöfen genannt. Es gehörte bis 1803 zur Hofmark Pillersee des bayrischen Klosters Rott (dann aufgelöst) und seither seelsorgerisch zur Erzdiözese Salzburg (das Erzbistum wurde ebenfalls 1803 aufgelöst), und weltlich gehörte es die ganze Habsburgerzeit zum Kalcher Werchat, Pillerseer Viertel, Landgericht Kitzbühel, Kreis Unterinntal der Grafschaft Tirol, die im Hochmittelalter vom Statthalter für  Oberösterreich (Tirol und die Vorlande) verwaltet wurde.
| Territoriale Zugehörigkeit | Grafschaft Tirol (Statthalterei Ober-Österreich, Erzherzogtum Österreich) | Grafschaft Tirol (Statthalterei Ober-Österreich, Erzherzogtum Österreich) | Grafschaft Tirol (Statthalterei Ober-Österreich, Erzherzogtum Österreich) | Kronland Tirol mit Vorarlberg (Kaiserthum Österreich) | Kronland Tirol mit Vorarlberg (Kaiserthum Österreich) | Kronland Tirol (Österr.- Ungarn) | Bundesland Tirol (Republik Österreich) | Bundesland Tirol (Republik Österreich) | Bundesland Tirol (Republik Österreich) | Bundesland Tirol (Republik Österreich) | Bundesland Tirol (Republik Österreich) |
| Jahr                       | 1377                                                                      | 1416                                                                      | 1464                                                                      | 1837                                                  | 1848                                                  | 1880                             | 1951                                   | 1961                                   | 1971                                   | 1981                                   | 1991                                   |
| Gebäude                    | 8                                                                         | 7                                                                         | 12                                                                        | 14                                                    | 14                                                    | 13                               | 16                                     | 19                                     | 18                                     | 25                                     | 39                                     |
| Einwohner                  | –                                                                         | –                                                                         | –                                                                         | 103                                                   | 123                                                   | 97                               | 115                                    | 101                                    | 84                                     | 95                                     | 121                                    |